# Samtgemeinde Nenndorf
Samtgemeinde Nenndorf er en Samtgemeinde med fire kommuner og godt 16.600 indbyggere (2013), i den nordøstlige del af Landkreis Schaumburg, i den nordlige del af den tyske delstat Niedersachsen. Samtgemeindens administration ligger i byen Bad Nenndorf

## Geografi
Samtgemeinde Nenndorf ligger ved nordenden af småbjergen Deister 16 km syd for Steinhuder Meer, mellem floderne Weser og Leine, ved overgangen mellem Mittelgebirgeområderne og den Nordtyske Slette. Den ligger mellem nabobyerne Wunstorf, Barsinghausen og Stadthagen, 35 km vest for Hannover.

### Inddeling
Samtgemeinde Nenndorf blev oprettet i sin nuværende form 1. marts 1974. Den består af disse kommuner
- Byen Bad Nenndorf med Waltringhausen, Horsten og Riepen
- Haste med Wilhelmsdorf
- Hohnhorst med Scheller, Rehren, Rehrwiehe, Nordbruch og Ohndorf med Bradtmühle.
- Suthfeld med Kreuzriehe, Helsinghausen og Riehe.

## Trafik
Samtgemeinden ligger ved motorvejen A2 og hovedvejene 65 og 442.
Haste er et jernbaneknudepunkt på S-Bahn Hannover med linjerne 1 und 2.
Stationen i Bad Nenndorf ligger på S-Bahnestrækningen Haste-Hannover, og det tager ca. 40 minutter til Hannover.